# FCM1A (戦車)
FCM1A（シャール 1A（FCM Char 1A）とも）は、第一次世界大戦中にフランスで開発された重戦車である。
“シャール（Char）”とは元来はフランス語でチャリオット（英語では“Chariot”）、すなわち古代の戦闘用馬車のことで、転じて近代兵器としての戦車を指す。“Char 1A”とは「1A型戦車」という意味となる。

## 概要
FCM 1Aは第一次世界大戦中に計画・開発されたフランス初の重戦車である。その設計は、第一次世界大戦当時に開発された最初期の戦車でありながら、全周旋回可能な砲塔に大口径の主砲を装備する、先進的かつ強力なものであった。
しかし、フランス軍内部で戦車というものに対する方針が確立されていなかったため、関係者の派閥争いと政治的思惑によって計画が迷走した結果、試作車が完成したのみであり、各種の試験が行われたものの量産はされなかった。第一次大戦後はいくつかのテストに用いられた後は試験場の一角に放置されていた。
第二次世界大戦に際して、パリに迫るドイツ軍に対し、走行不可能な状態でトーチカとして配備されたが、ドイツ軍に鹵獲されて戦勝記念品として展示され、その後の行方は不明である。

## 開発

### 開発までの経緯
第一次世界大戦2年目の1916年夏、フランス陸軍砲兵副長官、レオン=オーガスティン・ムーレ（Léon Augustin Jean Marie Mouret）将軍は、フランス南部のトゥーロンの南にあるラ・セーヌ＝シュル＝メールに所在する造船所であるFCM社（Forges et Chantiers de la Mediterranee：地中海鉄工造船所）(仏語版)に対し、戦車開発に関する契約を行った。
当時まだ「戦車」というものは実戦に投入されてはおらず、当時のフランス軍では後に戦車と呼ばれる装軌式装甲戦闘車両について、確たる方針を持って開発にあたってはおらず、各兵科の構想する案が並立されており、更に技術部門と管理部門が積極的に介入し、混迷を極めていた。
フランス陸軍砲兵科の有力者であるムーレが理想としたものは、後に「重戦車」と分類されることになる、大口径の砲を装備した大型で重武装重装甲の車両であり、FCMに対する契約もその方向性に則っていたものであったが、フランス陸軍全体としての開発方針は技術的困難が大きいと予想される重戦車には冷淡で、幾つかの指針でも「重戦車は不要である」という判断であった。ムーレがFCMに認めた契約内容は、重戦車を不要とするフランス軍の指針と相容れないもので、重戦車開発の決定は、全てムーレ個人の権限で下されたようである。そのため、試作車両を製造するための公式な方針は存在していなかった。もし、ここでムーレの独断専行がフランス軍に発覚し、軍の介入がなされていれば、本車がこの仕様で製造されることもなかったであろう。
一方、当時のフランス工業界は軍需製品受注のロビー活動に積極的だった。受注費用は国家によって完全に支払われ、実際の生産に移行せずとも、開発契約は非常な利益になることがあった。ただし、FCMは財政的な利益を別としながらも、重戦車開発そのものには利益を見出しておらず、契約内容が具体性に欠ける曖昧なものであることもあり、開発計画の推進を大きく怠っていた。
このように、この開発計画は公式の計画としては大いに問題のあるものだったが、当時、すべての戦車開発計画は高度の秘密であり、それによってムーレの独断専行、及びFCMの開発状況の遅延も部外者の調査から保護されていた。しかし、この状況はすぐに変わることとなった。
1916年9月15日、イギリスは最初の戦車であるマークIを配備した。ソンムの戦いで敗北し、イギリス社会のムードがこれまでになく暗くなっていたとき、戦車は最終的な勝利への新しい希望を与えたのである。これを受けてフランス国民も、自国が計画する戦車開発に強い興味を抱くようになった。国民の関心の高まりを受けてムーレは9月30日には開発計画を掌握し、FCMでの新型重戦車の開発の進捗を調査したが、何も進展のないことを知って衝撃を受けた。ムーレの追及に対してFCMは開発の遅延（実質的にはほとんど何も行われていなかった）の理由に資金の不足と技術的問題を挙げたため、ムーレは10月12日にルノー社のルイ・ルノーに対し、FCMを援助するよう要請した。その数カ月前に、ルノー社は大型装軌車両の開発に関する提案を陸軍に拒否されており、この要請はルノーにとっては大いなる恩恵だった。
ルノーの率いる設計開発陣は、1916年5月から回転砲塔を持つ2人乗り小型戦車、ルノー FT-17軽戦車の設計にかかっていたものの、他の戦車について検討する余裕はあった。開発陣の主任設計士を務めるロドルフ・エルンスト・メッツマイヤー（Rodolphe Ernst-Metzmaier）は率先して重戦車のための基礎研究を行っており、この幸運な状況に助けられ、FCMの開発するべき重戦車の基本的な構想は即座に固まった。
1916年12月13日には、フランス軍内での戦車開発を一本化するべく、CCAS (フランス語: Comité Consultatif de l'Artillerie d'Assaut：突撃砲兵諮問委員会)が設立された。“砲兵”という名が入っていることからもわかるように、この委員会は砲兵科の強い影響下で組織されており、事実上はムーレが掌握していた。同月17日には最初の会合が行われた。この席でFCMは“char lourd”（フランス語で「重戦車」の意）の基本的構想を提出、これは12月30日に承認された。これに続いてルノーの設計開発陣は、木製の原寸模型を急遽製作し、1917年1月17日に委員会に提出した。この車両は非常に好意的に受け取られ、それまで重戦車に対して冷淡であったフランス軍においても、重戦車の開発計画は「戦争の勝者」として最も有望だという総意が生まれ始めた。
これを受けて、FCMではそれまでの消極的態度を転換、本格的に重戦車の開発を開始した。同社の装甲戦闘車両開発の責任者に任命された、ジャミー（Jammy）とサヴァティエ（Savatier）の両技師のチームにより12月30日に提示された最初の設計案、FCM Aは、短砲身105mm榴弾砲を備えた最大装甲30mmの砲塔を持ち、ルノー製の水冷直列8気筒、200馬力のエンジンを持つ、総重量38トンの大型戦車であった。FCM Aは翌1917年1月17日の諮問委員会の会議で好評を得、「ほぼ実現可能な性能を達成している」とされたもの、更なる性能を求められ、FCMではこれを基にした2種類の拡大発展型の開発に移行した。これはそれぞれFCM 1A及びFCM 1Bと名付けられた。
なお、開発計画の詳細な仕様が決定する前にもかかわらず、1916年10月20日、ムーレはFCMに試作車両を1両発注していた。FCMではこれに対して当初はFCM Aを、後にはその発展型を受注したという扱いとし、最終的にはFCM 1Aとして納入している。

### FT-17との競合
FCMの重戦車計画には強力かつ影響力のある反対者がいた。ジャン＝バティスト・ウジェーヌ・エスティエンヌ(仏語版)）准将である。彼は野心的な軍人であるとともに高度な知識を持った技術者であり、フランス初の実用戦車であるシュナイダーCA1の開発と配備を殆ど独断で推進し、1916年9月に新設されたフランス初の機甲部隊である「特別砲兵隊（フランス語: groupes d'artillerie spéciale）(仏語版)」の指揮官を務めていた。
エスティエンヌは続くFT-17戦車の開発においてルノーと密接に協力していたため、他の戦車開発計画にも精通していた。彼はこの大型車両の製造がフランスの戦車に関する生産設備を占有することを恐れていた。それは彼の進めるシュナイダーCA1の生産・配備の障害となるだけでなく、より実用的で軽量なFT-17の入手が不可能となることを意味していたからである。通常であれば彼はライバル会社へ働きかけて開発を妨害することができたが、今回は同じ実業家が両方の計画の背後にいたため、政治的圧力を加えることができなかった。
エスティエンヌの危惧は根拠のないものではなく、1916年11月にはムーレがFT-17の開発推進を妨害しようと「すべての利用できる資源を重戦車製造に集中するべし」と主張して、現実のものとなった。さらに、アルベール・トーマ(仏語版)軍備大臣は公然とムーレとその推進する計画に委任を与えて、それを撤回しようとしなかった。エスティエンヌはこれに驚き、11月27日、軽戦車構想を擁護しているフランス陸軍最高司令官、ジョゼフ・ジョフル将軍へ手紙を出した。エスティエンヌはその中で「特定の状況下では「巨大陸上戦艦」にもおそらく用途があるが、運用可能な重戦車が開発できると証明されていないのに、フランスの工業力によって十分な数を生産でき、遅延なく造れる軽戦車を優先しないのは愚策である」と指摘した。そして、彼はジョフルに対し「重戦車開発計画を放棄させるためにあらゆる影響力を利用するべきである」と主張した。更に、12月30日に開かれた前述の委員会の最初の会合にて、戦車の武装として「最も適しているものは口径105mmの短砲身榴弾砲であり、なぜならばそれが最も優先されるべき重戦車の主砲として相応しいからである」と結論されて既にその方向性に従って試作車の開発が進められていることに衝撃を受けることになった。エスティエンヌは「軽量型の戦車も重量型の戦車も共に重要であり、どちらかのみが重点的に開発・生産されるべきではない」と主張して予防線を張ったが、委員会の主導権をムーレが握っていることもあり、エスティエンヌの望む方向には進みそうになかった。
このように状況はエスティエンヌに不利であったが、ジョフルからはエスティエンヌに対し「貴官の見解は戦術と組織的分析において疑いなく正しいものの、重戦車開発計画に対する政治的支援があまりに強すぎ、貴官には恩恵が与えられなかった」との回答（釈明）が届き、ジョフレは少なくともFT-17がキャンセルされないように計らうと共に「重戦車開発には長期の開発期間が必要なため、ごく近い将来における軽戦車製造に差し支えることはない」としてエスティエンヌの不安を鎮めた。結果として、ジョフルの見解の通りムーレの進める重戦車開発計画は少数の軽戦車試作型の製造許可には害が及ばず、FT-17の開発・製造には影響はなかった。
1917年1月17日の委員会会合にはエスティエンヌは出席しなかった（事実上のボイコット）が、自身の進める軽量型戦車の開発・配備計画に最高指揮官であるジョフレの賛同と後援が得られたと判断し、委員会に、より具体的にはムーレに対して「FCM社による“char lourd”案は大いに評価できるもので、拡大発展型2種の開発にも大いに賛同するものである」と文書で表明した。ただし、主砲に関しては「105mm榴弾砲の他に75mmの中～長砲身カノン砲を搭載することを検討することが望ましい」と主張した。
これら諮問委員会内部の（というよりは、ムーレとエスティエンヌの）意見対立の中、1916年12月にジョフルはロベール・ニヴェル将軍へ最高指揮官を引き継いだ。1917年1月下旬、ニヴェルはエスティエンヌから重戦車計画について報告をうけ、前述のような事情を殆ど知らなかったニヴェルを驚かせた。どちらの勢力にも大きな力を持つ推進者がおり（そしてどちらの計画にもフランスの重工業界の強い支援があった）、更に、自身の進める大攻勢（後にいう「ニヴェル攻勢」）の準備で忙しく、反対も多い大攻勢を推進するために敵対者を増やしたくないニヴェルは選択的な決定を下すことをせず、1月29日に、彼はトーマとムーレに手紙を書き「この状況下では重戦車開発計画がシュナイダーCA1の生産を妨げることは認められなかった」と釈明し、更に2月5日、エスティエンヌに対し彼の進める戦車開発計画には妨害の危険はない旨を回答し、玉虫色の決着を図った。こうして、水面下の事情はともかく、1917年2月1日、ムーレとエスティエンヌの主張は共にニヴェルによって承認されたことになった。

### 計画の終了と継続
前述のような事情を抱えつつ、FCMの重戦車開発計画は総体としては順調に進められていた。
ニヴェルはフランスの開発・生産する戦車の発展に対し、大きな関心と努力を払っていることを示す必要性があり、1917年初頭の段階で、FCMにはムーレの進める、
- 総数20個の小径、ないし大径9個の懸架装置付き二重構造式車輪を持つ、全長6.92m、75mm砲を装備する重量30tの「A」型
- 総数30個の小径二重構造式車輪を持ち、主要転輪はボギー式懸架装置付きの転輪構造としたものを片側5組装備し、これに6個の上部補助転輪を持ち、A型を元に7.39メートルに延長された車体に75mm砲と2門の機関銃を備えた2つの砲塔を搭載する、重量45tの「B」型
- 総数40個から50個の小径車輪を備えた片側6組のボギー式懸架装置と9個の上部補助転輪を持ち、9.31mの車体に110馬力のエンジンを4基搭載し、油圧駆動もしくは電気式駆動機構とし、75mm砲もしくは105mm砲を装備する砲塔を備える、重量62tの「C」型

以上3種の重戦車の同時開発を許可していた。
エスティエンヌを含め、委員長であるムーレを除いた諮問委員会はこれらの車両、特にB型とC型の存在意義に対して非常に懐疑的だった。ニヴェル自身もこれらの重戦車の必要性については疑問視しており、更に、ニヴェルは重戦車の開発計画に要する莫大な予算に関して政府と議会から追及されることに怯えなくてはならなかった。事実、ピエール・ルノーデル(仏語版)率いるフランス議会財務調査委員会からはこの件に関しての問い合わせがなされ、ニヴェルの不安を強めた。彼にとって重戦車そのものは大して重要ではなかったが、政府と議会の不興と不信をかった場合、自らの進めている大攻勢への賛同が得られず、作戦の実行が困難となるからである。
ニヴェルの不安をよそに、ムーレは自分の進める重戦車開発計画の推進に自信を深めており、エスティエンヌも「重戦車は戦車部隊の主力には成り得えず、軽量型戦車に優先して生産される必要はないが、それらが必要とされる局面がまったく無いということではなく、重戦車が活用される状況は限定的ながら、投入する局面を誤らなければ大きな戦力になる」と考えており、少数ではあっても重戦車を生産し、それを装備した部隊を編成することを構想していたため、1917年2月9日の会合でエスティエンヌは重戦車の必要性について主張し、2月21日の委員会決定では重戦車の開発計画は続行されることになった。
諮問委員会の決定は、量産されるべき重戦車は、先のABC案のうちA型にB型の仕様を採り入れたものとして、重量45トン、75mm砲もしくは105mm砲を装備、最大装甲35mmの砲塔を持ち、全長9mの長大な車体にルノー製水冷V型12気筒（250馬力）のエンジンと機械式もしくは油圧式の変速機構を持つ、というものであり、このうち油圧式変速機構は実用化に問題があるとして難色が示された。その後の委員会の検討結果としては、変速装置にはサン・シャモン突撃戦車で既に実用化されている電気駆動方式が最も適しており、そのような形でC型の仕様も採り入れて先の3車種を統合するべきである、というものであった。
しかし、ニヴェルの推進した1917年春の大攻勢が完全に失敗し、計画を主導したニヴェルは最高指揮官から更迭された。フランス軍による最初の“戦車の実戦投入”もまた同様に失敗し、この作戦で初めて実戦運用されたシュナイダーCA1及びサン・シャモン両戦車の実用結果は散々なものであった。これにより「「戦車」というものは実際には使いものにならない」という“戦車不要論”がフランス軍内でにわかに発生し、それを受けてトーマ軍備大臣はすべての戦車生産と開発計画を放棄するよう命令した。この決定を翻させるべく、それまで対立していたエスティエンヌとムーレは緊急に“同盟”を結び、「どのような戦車を開発・生産するかに関わらず、戦車の開発と生産は継続させる」ことに尽力した。しかし、トーマが急ぎロシアを訪問するためにフランスを離れた際、ムーレはエスティエンヌを出し抜くべく、自身の進める戦車計画を独断で再開させ、重戦車の生産を既成事実とするべく、最終仕様が決定されていないにもかかわらず、FCM社に“char lourd”を50両発注したが、先年試作車を発注した際とは状況は異なり、この発注は即座に発覚し、新兵器開発担当国防次官のジュール・ルイ・ブルトン(仏語版)によって即日で取り消された。ムーレの独断専行に激怒したトーマは帰国後ムーレを解雇し、エスティエンヌの最大のライバルは追放された。
こうしてフランスの重戦車開発計画は頓挫したかに思われたが、1916年10月にムーレによってFCM社に発注された重戦車開発計画及び試作車両の製作は取り消されておらず、上述の3車種のうち、「A」型が1917年1月17日の諮問委員会会合で承認された設計案の2種類の拡大発展型の一方である「FCM 1A」として製造作業が続けられており、「B」案はもう一方のFCM 1Bとして開発が続けられていた。
エスティエンヌの親友であり、フランス軍の新任の最高司令官であるフィリップ・ペタン将軍は、ムーレよりCCAS委員長職を引き継いだエスティエンヌに対し、彼の立場を利用して、この重戦車開発計画を終了させるよう要請した。エスティエンヌは「この開発計画は、前任者が個人的な動機で無分別に始めた上に、世間がこれらの重戦車がなぜ生産されないのかを疑い始めるまで誰も問題を指摘できない状態に置かれていた」とペタンに釈明したが、前述のようにエスティエンヌは重戦車の必要性そのものはあると考えていたため、ペタンを説得して1917年6月には重戦車の開発と生産を限定的ながら公式に決定させ、FCM社には「これまで発注されたもののうち、製造中の重戦車の試作1号車のみは引き続き製作し、完成させて納入するべし」との通達が下された。
1917年12月にはFCM 1Aの試作車両が完成して納入され、12月10日には諮問委員会に検査される準備を整え終わった。最初の試験は1917年12月21日と22日に、ラ・セーヌ＝シュル＝メールのFCM社の近傍にある、地中海に面したサブレット海岸(仏語版)で行われた。エスティエンヌの閲覧のもとで行われた各種の走行試験で試作車は高さ1mの障害物を乗り越え、幅4mの壕を渡り越えるなどの高い成果を見せ、操舵機構に起因する操縦性や旋回性能には問題があるとされたものの、続けて行われた武装関連の試験でも高い成果を示して関係者の期待を集めた。試験結果を踏まえた結論として、1Aの量産も視野に入れつつさらなる改良型を開発することになった。問題の多かった変速機と操舵機構の改善が最重要とされ、今後の開発はFCM 1Bに移行することになったが、FCM 1Bは最終的には電気式駆動機構とすることが予定されていた。

### 最終的結果
このようにフランスで重戦車の開発が進む一方で、連合国は1919年の春に再び大規模な攻勢を行うことを計画していた。しかし、現実問題としてフランスの国家経済は戦争で人的にも財政的にも資源的にも疲弊しており、軍部の求めるような規模の戦力の整備は困難な状況になっていた。このようなフランスの状況を鑑み、大攻勢の実施が危ぶまれることを懸念したイギリスは、フランスが重戦車を自前で生産する労力を（形だけであっても）払った場合、アメリカ・イギリス・フランスの三国共同で開発・生産する計画が進行中であるマークVIII型戦車（英語版）700両をフランスに対し供与すると表明した。
これは窮乏しつつあるフランス軍にとってはたいへん有利な提案で、軍は新型戦車を最小の労力で入手すべく、自国の重戦車開発計画を表面上支持すると共に、実際には計画が実行されないように取り計らうことにした。そのため、1918年にはFCM 1Aを発展させたものとして、開発中のFCM 1Bと計画を統合し、車体を拡大、75mm砲装備の主砲塔に加えて後部に機銃装備の小砲塔を追加、駆動装置はガソリンエンジン＋電気モーターを動力とした電気式推進機構とした総重量65t超の重戦車の設計案が提示され、「FCM 2C」（Char 2C：シャール2C）の名称が与えられたが、フランス軍にはこの戦車を完成させる意思も生産する意図もなかったため、第1次世界大戦中には生産されないままに終わった。
このような状況の中、1918年9月に入ると同盟国は急速に崩壊し、同年11月、第一次世界大戦は終結した。全ての重戦車の発注は終戦を理由に打ち切られ、FCM 1シリーズはFCM 1Aの試作車が1両生産されたのみに終わった。なお、FCM 1Aの開発には、試作車の生産費用も含め総額で60万フラン（当時）が費やされた。

## 構成
FCM 1Aは第一次世界大戦当時の戦車としては先進的な設計で、フランスの開発した最初期の戦車でありながら、全周旋回可能な砲塔と操縦手一人で操縦可能な機構を持っていた。反面、高度な懸架装置がなく小さな車輪を多数並べた足回りや、変速装置と操行装置が前後に離れている点などは同時代の戦車と同様である。なお「複数人数が配置された砲塔」を持つ戦車としては、実際に製造されたものとしては世界初である。車体正面及び砲塔正面装甲は35mmと、第一次世界大戦時に開発された戦車では最も重装甲な車両の一つだった。
車内は前部に戦闘室、後部に機関室のある、砲塔式の戦車として標準的な配置だが、後の戦車のように戦闘室と機関室は隔壁で区分されておらず、機関士は走行中にエンジンを整備・調整することが可能であった（その代わり、エンジンの発生させる熱と騒音は戦闘室に直接伝わってきた）。大型の車体は車内もそれなりの広さがあり、体を屈めればという条件付きながら、車内をある程度自由に移動することもできた。ただし、エンジンが大型のために機関室の容積が大きく、車体全長のうち半分は機関室が占めている。車体上部のうち機関室となっている中央より後方は左右に大きく張り出していた。走行装置を除いた車体底面の最低地上高は400mmである。
戦闘室最前面には操縦席があり、車体正面にはホッチキス Mle1914 8mm機関銃装備の半球形機銃架が設けられていた。Mle1914機関銃は後述の砲塔用のものも含めて5丁が搭載されており、砲塔後面に1つ、戦闘室後部に左右に1つずつ、計3個の機関銃用の銃眼が設置されており、状況に応じてこの銃眼より機関銃を射撃することとされていた。
操縦席の後部にはシュナイダー mle.1909 105mm榴弾砲の砲身を短縮して初速を落とし、発射反動を軽減させた車載用改造型を装備する三人乗り砲塔が載せられた。砲塔は最大装甲厚30mm、最小13mmである。副武装として主砲右側にはホッチキス Mle1914 8mm機関銃装備の半球形機銃架が独立して設けられていた。車長用には前後左右に装甲シャッター付きの窓のある角形の司令塔を持っていた。なお、砲塔の直径は車体上部の幅よりも大きいため、車体側面のうち砲塔基部に当たる部分は左右に半円形のバルジ状に張り出している。
主砲はmodèle 1897 75mmカノン砲を装備することも考えられており、実際に搭載しての実射試験も行われた。搭載弾薬は75mm砲弾が200発、105mm砲弾の場合は120発が搭載できた。主砲弾は砲塔下の戦闘室内壁左右と床面に分散して収納された。8mm機関銃弾は当初は24発保弾板方式を、後には新開発の非分離式250連金属製弾帯方式に変更されたものが搭載され、後者の場合であれば12,500発から最大15,000発が搭載できた。
無線機は装備されておらず、外部との通信は砲塔直後にあるハッチよりカンテラ（ランタン）を出してこれによる発光信号によって行う。信号手は機関士が兼任した。乗員間の連絡用には砲塔の車長席と操縦席、及び機関士席を結ぶ伝声管が配管されていた。
後部の機関室にはルノー製の出力220馬力（1,200回転/分）の直列12気筒液冷ガソリンエンジンが配置された。当時としては大馬力のエンジンであるが、総重量40トンを超す本車には馬力不足で、最高瞬間速度は10km/hを記録したが、実用的な最大速度は6km/hがやっとであった。車体後面には装甲ルーバーで防護されたラジエーターがあり、車体上面には大径の消音器の付いた排気管があった。複数の燃料タンクに総計1,260リットルの燃料を搭載し、160kmの航続距離を有したが、燃費はとてつもなく劣悪だった。
なお、板クラッチ式の変速装置はエンジンの後方にあり、起動輪も最後部にある後輪駆動式であるが、左右の操向は最前輪に制動をかけて行う前輪操舵式（前輪制動型スキッドステア方式）で、左右輪への制動機構はそれぞれ独立しているため、制動時には左右の制動タイミングを合わせなければ車体が蛇行もしくは“尻振り”を起こしてしまう、操舵時には片輪に急激な制動をかけるとスピンを起こす、という問題があり、更に「片方の履帯に強い抵抗が掛かると勝手に方向転換してしまう」という欠点があり、機構に無理がある上に操縦性の低い、効率の悪い方式だった。
転輪は小径の車輪を多数並べた方式で、転輪数は片側28個（総数56個）あり、車軸長が広く直径の若干大きい転輪と車軸長が狭く直径の若干小さい転輪を交互に配置した“挟み込み式”と呼ばれる方式になっており、車輪を板状のフレームに取り付けた最前部（障害物を乗り越える際以外は接地していない）と、1基のボギーに4個の車輪が備えられたものが縦列に並べられた中央から後部（常時接地している部分）を組み合わせた複合方式になっている。ボギーにはリーフスプリングが取り付けられており、単純ながら緩衝機構を備えた懸架装置を持っていた。この他、片側6個、左右計12個の小径の上部支持輪がある。転輪部分側面は鋼鉄板（下端部分はキャンバス製）のスカートで覆われていた。
履帯はリンクアッセンブリに大型の踏板（ソールプレート）を組み合わせた独特の形式で、幅60cm、接地圧は0.6kg/cm＾2だった。
本車は7名の搭乗員を要した。車長、操縦手、砲手、装填手、装填助手、前方銃手、機関士である。機関士と装填助手は状況に応じて後方機関銃手として予備搭載されている機銃を用いた射撃を担当し、装填手もしくは装填助手は砲塔機銃の操作と予備機銃を用いた砲塔後部の銃眼からの射撃を担当することになっていた。

## 運用
FCM 1Aは試作車が1両製作されたのみで、試作車を用いた試験も1918年秋の戦争終結とともにフランスの重戦車開発計画そのものが打ち切られたため、量産も部隊配備も行われていない。
計画の終了後はヴェルサイユ郊外の試験場に保管されて研究用の予備機材の扱いとなった。博物館への収蔵が計画されたが実現せず、以後は試験場の片隅で放置されて錆びるに任されていた。
1940年6月のドイツ軍のフランス侵攻時には、エンジンを取り外され、履帯もなく、車内の装備品もほとんど外されているという、スクラップ同然の状態であったが、パリに迫るドイツ軍に対して、走行することはできずともトーチカとしての使用は可能であるということで、砲を再装備し、試験場から牽引されてベルサイユ郊外の路上に配置された。6月10日、パリに無防備都市の宣言がなされてフランス軍が撤退するとこの戦車トーチカはその場に放棄され、侵攻してきたドイツ軍に鹵獲された。
捕獲されたFCM 1Aはドイツ軍によってベルリン郊外のクンマースドルフ試験場(独語版)へ輸送され、調査・分析の後に2C重戦車などと共に戦利品として展示され、一般に公開された。
その後は実射標的もしくはスクラップとして処分されたと考えられているが、どのように扱われたかについて記載されている公式の記録や資料はなく、同様に鹵獲された2C重戦車については1942年まで実射試験の標的とされていたという記録があるが、FCM 1Aについてはそのような記録もなく、2015年現在に至るも不明のままである。